# Pseudocleonus grammicus
Pseudocleonus grammicus är en skalbaggsart som först beskrevs av Georg Wolfgang Franz Panzer 1789.  Pseudocleonus grammicus ingår i släktet Pseudocleonus, och familjen vivlar. Enligt den svenska rödlistan är arten starkt hotad i Sverige. Arten förekommer i Götaland. Artens livsmiljö är jordbrukslandskap, stadsmiljö.